# 5-й гаубичный артиллерийский полк большой мощности
Не следует путать с 5-м гаубичным артиллерийским полком 5-й танковой дивизии
5-й гаубичный артиллерийский полк — воинская часть Вооружённых Сил СССР в Великой Отечественной войне. Полк в разное время мог называться 5-й гаубичный артиллерийский полк большой мощности, в том числе с добавлением аббревиатур «РГК» или «РВГК»

## История
Сформирован в первые месяцы 1941 года в Белоруссии (ЗОВО).
На вооружении полка имелось 24 203-мм гаубицы.
В действующей армии во время ВОВ с 22 июня 1941 по 25 июля 1941 и с 15 сентября 1942 по 2 февраля 1943 года.
На 22 июня 1941 года дислоцировался в деревне Мышенки (ныне Мышанка Петриковского района Гомельской области). С началом войны на базе полка должен был разворачиваться 612-й гаубичный артиллерийский полк, но по видимому, он так и не был развёрнут.
Через месяц после начала войны был отведён в тыл, в Приволжский военный округ, где находился более года.
2 октября 1942 года получил приказ на выдвижение под Сталинград. С 17 ноября по 14 декабря 1942 года принимал участие в контрнаступлении под Сталинградом, находясь в составе группы артиллерии дальнего действия. В начале февраля 1943 года полк был отведён в тыл и в апреле 1943 года был расформирован, личный состав направлен на укомплектование 101-й гаубичной артиллерийской бригады

## Подчинение
| Дата            | Фронт (округ)             | Армия      | Корпус | Дивизия                             | Примечания |
| --------------- | ------------------------- | ---------- | ------ | ----------------------------------- | ---------- |
| 22.06.1941 года | Западный фронт            | -          | -      | -                                   | -          |
| 01.07.1941 года | Западный фронт            | -          | -      | -                                   | -          |
| 10.07.1941 года | Западный фронт            | -          | -      | -                                   | -          |
| 01.08.1941 года | Резерв Ставки ВГК         | -          | -      | -                                   | -          |
| 01.09.1941 года | Приволжский военный округ | -          | -      | -                                   | -          |
| 01.10.1941 года | Приволжский военный округ | -          | -      | -                                   | -          |
| 01.11.1941 года | Приволжский военный округ | -          | -      | -                                   | -          |
| 01.12.1941 года | Приволжский военный округ | -          | -      | -                                   | -          |
| 01.01.1942 года | Приволжский военный округ | -          | -      | -                                   | -          |
| 01.02.1942 года | Приволжский военный округ | -          | -      | -                                   | -          |
| 01.03.1942 года | Приволжский военный округ | -          | -      | -                                   | -          |
| 01.04.1942 года | Приволжский военный округ | -          | -      | -                                   | -          |
| 01.05.1942 года | Приволжский военный округ | -          | -      | -                                   | -          |
| 01.06.1942 года | Приволжский военный округ | -          | -      | -                                   | -          |
| 01.07.1942 года | Приволжский военный округ | -          | -      | -                                   | -          |
| 01.08.1942 года | Приволжский военный округ | -          | -      | -                                   | -          |
| 01.09.1942 года | Приволжский военный округ | -          | -      | -                                   | -          |
| 01.10.1942 года | Приволжский военный округ | -          | -      | -                                   | -          |
| 01.11.1942 года | Сталинградский фронт      | -          | -      | -                                   | -          |
| 01.12.1942 года | Сталинградский фронт      | -          | -      | 19-я тяжёлая артиллерийская дивизия | -          |
| 01.01.1943 года | Донской фронт             | -          | -      | 19-я тяжёлая артиллерийская дивизия | -          |
| 01.02.1943 года | Донской фронт             | 64-я армия | -      | 19-я тяжёлая артиллерийская дивизия | -          |

## Известные люди, связанные с полком
- Михаил Григорьевич Григорьев, в годы войны командир батареи, впоследствии генерал-полковник, первый заместитель командующего РВСН